# Manuel Massotti Littel
Manuel Massotti Littel (Murcia, 25 de agosto de 1915-Murcia, 26 de septiembre de 1999) fue un músico español.

## Trayectoria
Hijo de Manuel Massotti Escuder y de Adriana Littel Escasena. El matrimonio tuvo seis hijos: Manuel, Ángel Luis, Amparo, Adrián, Victorina –fallecida muy joven– y Vicente.
Manuel Massotti Littel contrajo matrimonio con Rosario Fernández-Delgado Maroto, con quien tuvo tres hijos; Ana Charo, Manuel y Fuensanta.
Mayor presencia en las empresas musicales murcianas. Era un hombre de amplios estudios (Magisterio, Profesor mercantil y Abogado), pero su pasión era la música, así que fue catedrático de Armonía del conservatorio de Murcia (el cual lleva su nombre) siendo el catedrático más joven de España en esta especialidad, y también fue director de dicho conservatorio.
En sus primeros años de músico dio varios conciertos como pianista solista, acompañado por violines y cantantes.
Fue director artístico de Radio Murcia (1939-1943); Director del Orfeón Murciano Fernández Caballero con el que estrenó piezas folklóricas, de polifonía y obras sinfónico-corales; Fundador y propulsor de la Orquesta de cámara del conservatorio, demostró su ingenio como compositor al escribir diversas obras para esta formación orquestal.
Como creador se dedicó fundamentalmente a la música folklórica murciana a la que enriqueció con una producción variada e importante para coro mixto, que ha sido cantada por varia agrupaciones corales españolas de categoría nacional. Entre estas obras destacan "Nana huertana", "Salve de Auroras", "Habanera Divina, etc.
Algunas de sus obras permanecen inéditas en el archivo familiar.
Por su gran valor fue galardonado con la Encomienda de Alfonso X el Sabio.